# Ciudadela (Gozo)
La Ciudadela (en maltés: Iċ-Ċittadella) es un sistema fortificado de Victoria, en la isla de Gozo, Malta. El área ha estado habitada desde la Edad del Bronce y se cree que en la zona se ubicó la acrópolis púnico-romana de la ciudad de Gaulos o Glauconis Civitas.
Durante el medievo, la acrópolis fue reconvertida en castillo, que sirvió de refugio a la población de Gozo. A partir del siglo XV, se desarrolló un suburbio a extramuros, lo que actualmente conforma el casco histórico de Victoria. Las defensas de la fortaleza se volvieron obsoletas en el siglo XVI, por lo que el Imperio otomano invadió Gozo en 1551 y saqueó La Ciudadela.
Una gran reconstrucción de las murallas de la Ciudadela se llevó a cabo entre 1599 y 1622, transformándola en una fortaleza con pólvora. Las murallas septentrionales se mantuvieron intactas y todavía albergan su estructura medieval. Las nuevas fortificaciones fueron criticadas en los siglos posteriores y hubo varios intentos de demolar toda la ciudadela en los siglos XVII y XVIII, aunque finalmente no se produjeron.
Durante la invasión francesa de Malta y el consecuente levantamiento de 1798 la fortaleza fue rendida sin muchas dificultades. Continuó albergando instalaciones militares hasta su desmantelamiento por el Imperio británico el 1 de abril de 1868.
La Ciudadela alberga iglesias y otros edificios históricos, como la catedral de la Asunción, construida entre 1697 y 1711 reemplazando a un templo anterior. Asimismo, ha sido incluida en la lista tentativa de Patrimonio de la Humanidad por la Unesco de Malta desde 1998.

## Historia

### Prehistoria y Antigüedad

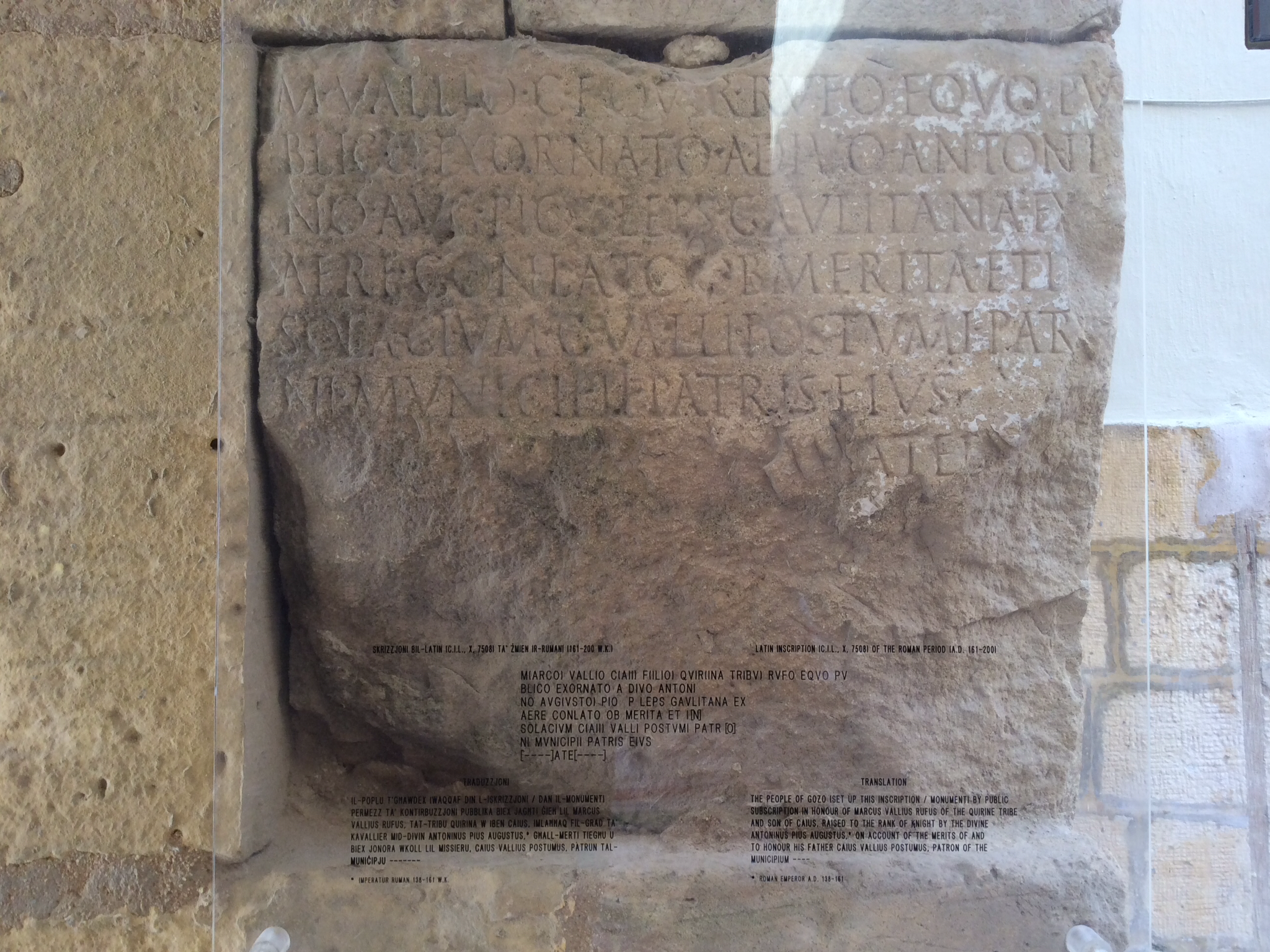
Inscripción romana del reutilizada en la puerta de acceso principal.

Aunque hay pocos restos del Neolítico en la Ciudadela o en Victoria, es probable que el área haya estado habitada desde la Edad de Piedra, dado su tamaño y lugar estratégico. Los restos arqueológicos han evidenciado ocupación en la Edad del Bronce, como algunos silos descubiertos en el siglo XIX en el exterior de la Ciudadela, lo que podría especular sobre un recinto incluso más grande al actual.
La actual Victoria continuó siendo el principal asentamiento de Gozo en época fenicia y romana, conocida como Gaulos o Glauconis Civitas. En la actual Ciudadela se encontraba la acrópolis y una ciudad amurallada en el centro histórico de Victoria. Algunas teorías sugieren que existió un templo a Juno en la actual catedral de la Asunción. Algunas inscripciones han llegado hasta nuestros días, incluyendo una inscripción latina del siglo II en un bloque de caliza que fue reutilizada en la puerta principal de la Ciudadela.
Asimismo, se han encontrado restos de la antigua muralla púnico-romana de Gaulos. En 1969 se descubrieron grandes lienzos de muralla durante las obras en la calle Main Gate (en maltés: Triq Putirjal), al sur de la Ciudadela. También se han descubiertos otros restos cercanos a la Ciudadela en 2017.

### Medievo
Durante la Edad Media, la ciudad romana fue abandonada y la acrópolis se convirtió en un castillo. La primera referencia al castrum de Gozo data de 1241. Hay constancia de que fue saqueado por la República de Génova en 1274 y se encargó un informe sobre sus fortificaciones. En esta época, un tercio de la población de Gozo vivía alrededor de la Ciudadela y los habitantes de la isla debían pernoctar en el interior de la misma. A finales del siglo XIII, la Ciudadela acogió a nobleza de Sicilia y la península itálica en representación del Condado de Malta. La Ciudadela fue llamada terra a mediados del siglo XIV y se fundó un consejo administrativo conocido como Università en 1350. En un testamento de 1299 fue llamada castri Gaudisii.

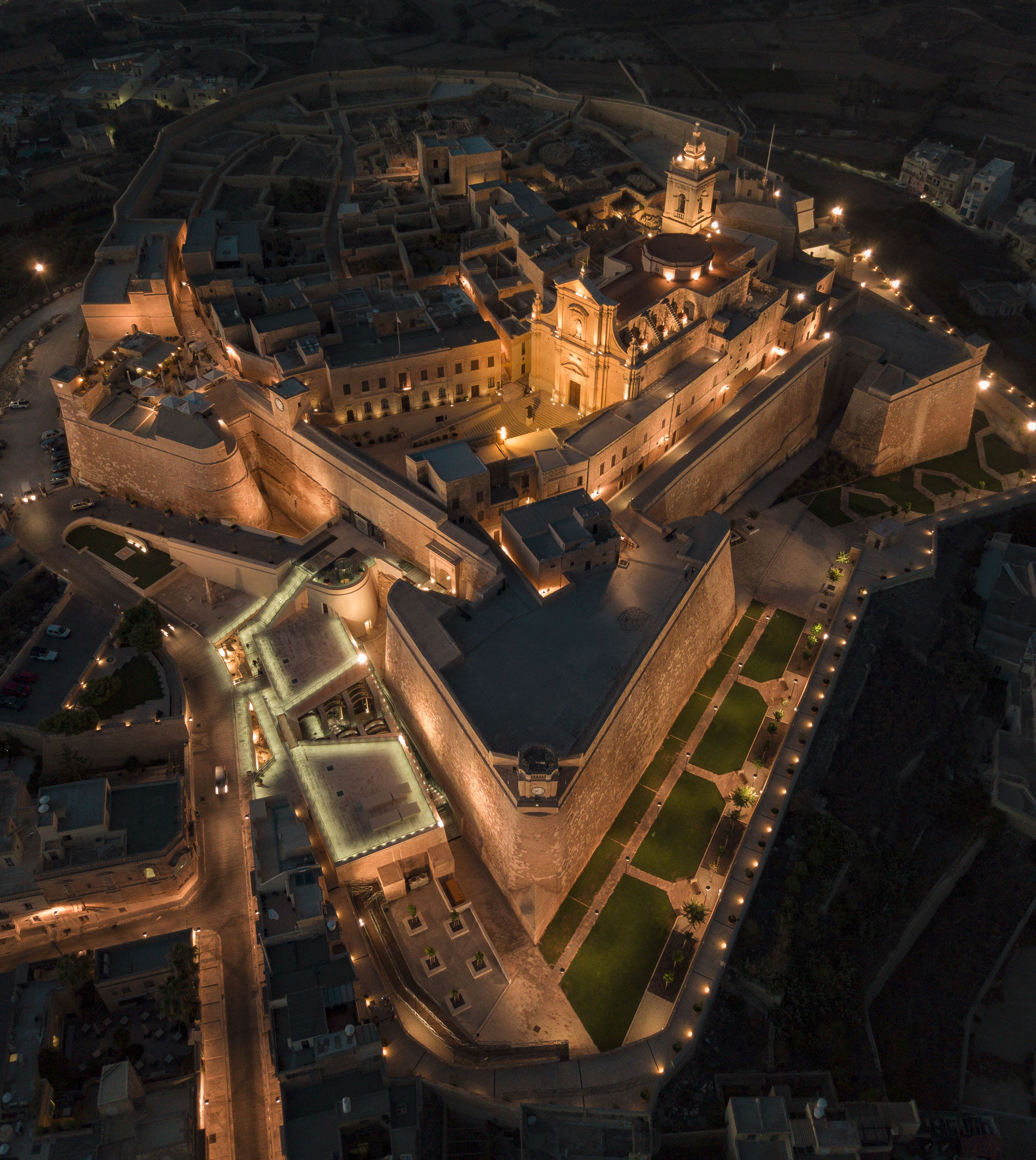
Vista aérea nocturna de la Ciudadela.

Con el trascurso del tiempo, la Ciudadela quedó pequeña ante el crecimiento de la población, por lo que en el siglo XV comenzó a crecer el suburbio de Rabat en la antigua ciudad romana. El asentamiento se amuralló y su acceso se proveyó con tres puertas conocidas como Putirjal, Bieb il-Għajn y Bieb il-Għarb. En esta época Malta y Gozo estaban gobernadas por la Corona de Aragón, monarquía que fortalezó las defensas existentes. Las murallas más antiguas conservadas actualmente datan de esta época.

### Orden hospitalaria de San Juan

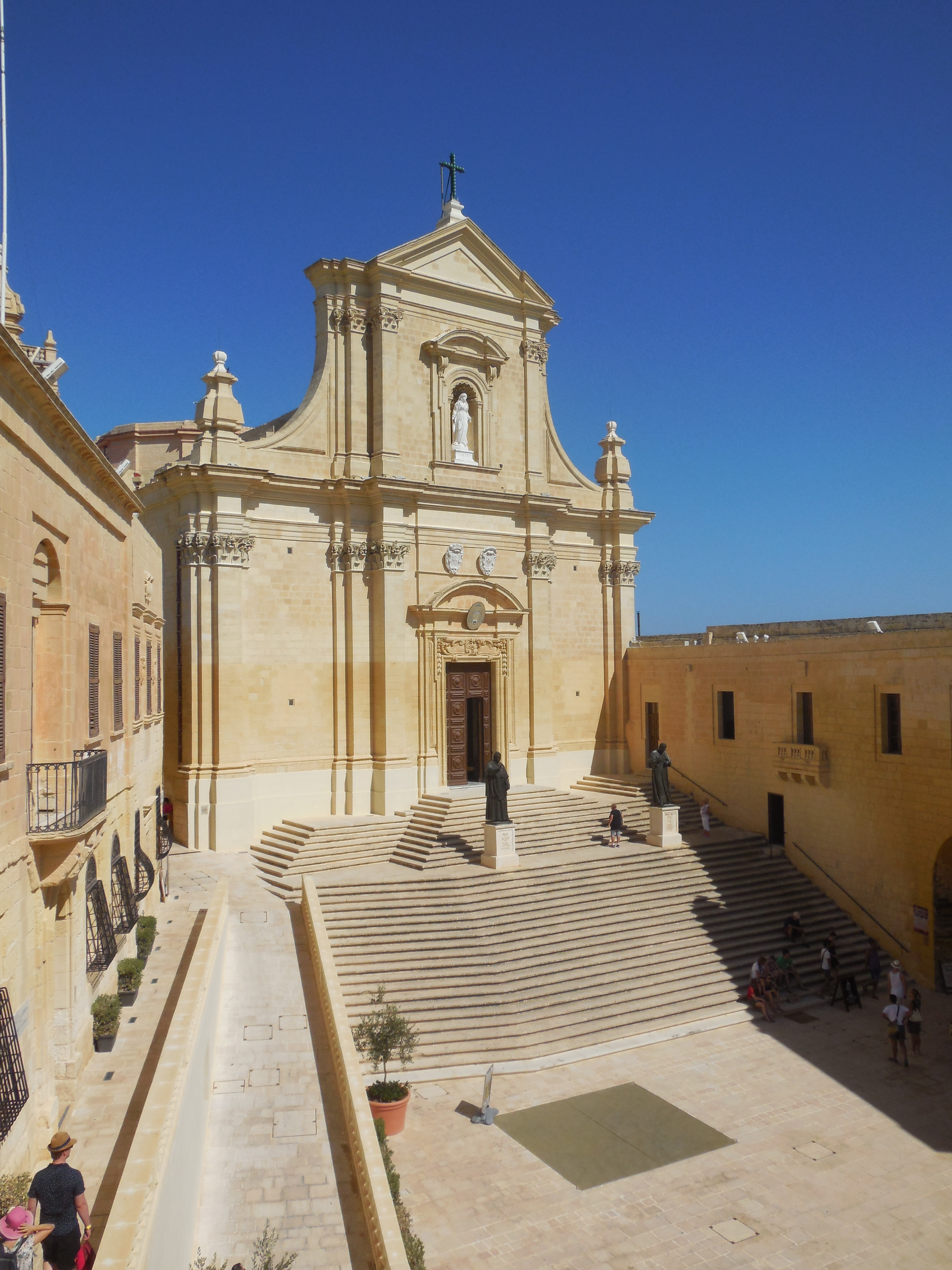
Catedral de la Asunción ubicada dentro de la Ciudadela, realizada por el arquitecto Lorenzo Gafà.

El emperador Carlos V cedió Malta y Gozo a la Orden de San Juan en 1530. La Orden se encontraba en guerra continua contra el Imperio otomano, quien les había expulsado de su antigua sede en la isla de Rodas en 1522. En aquell
a época la Ciudadela era un castillo medieval, que daba refugio a los isleños durante los ataques de los piratas berberiscos. El ataque más relevante sobre la Ciudadela ocurrió en julio de 1551, cuando una gran fuerza otomana, liderada por el almirante Sinan Pasha, invadió Gozo y asedió la Ciudadela. El gobernardor Gelatian de Sessa ofreció su rendición, pero fue denegada y el castillo cayó en cuestión de días. La fortaleza fue saqueada y la mayoría de los 6.000 isleños refugiados allí fueron tomados como esclavos. El ataque dejó el castillo en ruinas, aunque más adelante fue reconstruido.
La Ciudadela no fue dañada durante el Gran Sitio de Malta en 1565. A pesar de que hubo algunas propuestas de demoler el castillo y evacuar a sus habitantes hacia Sicilia, la fortaleza continuó jugando un papel decisivo durante el asedio, que mantuvo la comunicación entre la asediada Birgu y los navíos cristianos y reportó los movimientos otomanos a la Orden. Tras el asedio, el gran maestre Jean Parisot de la Valette y el ingeniero militar Francesco Laparelli visitaron la Ciudadela para modernizarla, aunque este hecho no se produjo debido a la construcción de la nueva capital, La Valeta, en la isla de Malta. La Ciudadela fue atacada por corsarios de nuevo en 1583.
En 1599 se realizó una gran reconstrucción de la Ciudadela bajo el diseño del ingeniero militar Giovanni Rinaldini y la dirección de Vittorio Cassar. Las murallas meridionales fueron completamente reconstruidas y parte de las septentrionales por la Orden, aunque conservaron su estructura medieval. Probablemente en esta época se demolieron las murallas que rodeaban el suburbio de Rabat. La reconstrucción de la fortaleza concluyó en 1622.
La población de Gozo se refugió en la Ciudadela desde el anochecer hasta el amanecer hasta que este toque de queda fue levantado el 15 de abril de 1637. El castillo fue el único refugio fortificado en la isla hasta la construcción del Fuerte Chambray a mediados del siglo XVIII.
Poco después de la reconstrucción, las defensas de la Ciudadela fueron criticadas de nuevo. En la década de 1640, existieron algunos proyectos para demoler y construir una nueva fortaleza en Marsalforn. Llegaron incluso a instalarse algunas minas bajo los bastiones para destruirlos, aunque la demolición nunca se llevó a cabo.

### Ocupación francesa y gobierno británico
El 10 de junio de 1798, Malta fue invadida por las fuerzas napoleónicas. Las tropas lideradas por Jean Reynier desembarcaron cerca de Ramla por la tarde y una parte de la brigada 95 marchó hacia la Ciudadela. La fortaleza solamente aguantó hasta el anochecer y la invasión condujo a la ocupación militar francesa, aunque unos meses después, el 3 de septiembre, los isleños se rebelaron y los franceses se retiraron a la Ciudadela, donde se refugiaron hasta su capitulación el 28 de octubre. Un día después, el Imperio británico cedió la Ciudadela a los isleños, quienes instalaron un gobierno provisional liderado por Saverio Cassar. La isla se independizó durante un breve tiempo, cuando fue conocida como La Nazione Gozitana.
Durante la construcción del acueducto de Gozo entre 1839 y 1843, se decidió instalar un depósito de agua en el foso del castillo, donde también se ubicó un obelisco conmemorativo. Asimismo, se construyó una carretera entre it-Tokk y la Ciudadela en 1854 y se mejoraron los accesos a la ciudad fortificada. El Regimiento Real de Malta trasladó su sede desde la Ciudadela a Fort Chambray dos años más tarde y la Ciudadela fue desmantelada por los británicos el 1 de abril de 1868. La fortaleza fue incluida en la Lista de Antigüedades en 1925. Durante la Segunda Guerra Mundial, se construyeron refugios antiaéreos bajo los bastiones.

## Últimas restauraciones
Desde 1998, la Ciudadela se encuentra en la lista tentativa de Patrimonio de la Humanidad por la Unesco de Malta. En 2006 comenzaron los primeros proyectos para restaurar la Ciudadela, como parte de otras restauraciones de fortalezas de La Valeta, Birgu y Mdina. La restauración se dio en dos fases cofinanziadas por la Unión Europea: la primera se encargó de estabilizar y consolidar la estructura y comenzó en 2008 con un presupuesto de 7 millones de euros.
La segunda fase fue realizada por el Ministerio de Gozo entre 2014 y 2016 con un presupuesto de 14 millones de euros. En esta fase se restauraron las fachadas de los edificios principales, mientras que los yacimientos arqueológicos se hicieron públicos, se limpiaron y consolidaron. Además, se pavimentó la plaza y las calles, el foso se rehabilitó como área recreativa, se cerró una brecha con la instalación de una puerta y se llevaron a cabo medidas de accesibilidad y seguridad. El depósito de agua del siglo XIX ubicado en el foso fue reconvertido en Centro de Visitantes de la Ciudadela, ganando diversos premios locales e internacionales. Algunos restos arqueológicos se descubrieron en la plaza de la Catedral, se redescubrieron los antiguos silos de la Edad del Bronce y algunas estructuras de época de la Orden de San Juan; todos fueron incorporados al nuevo proyecto. Las obras fueron concluidas el 30 de junio de 2016.

## Galería de imágenes

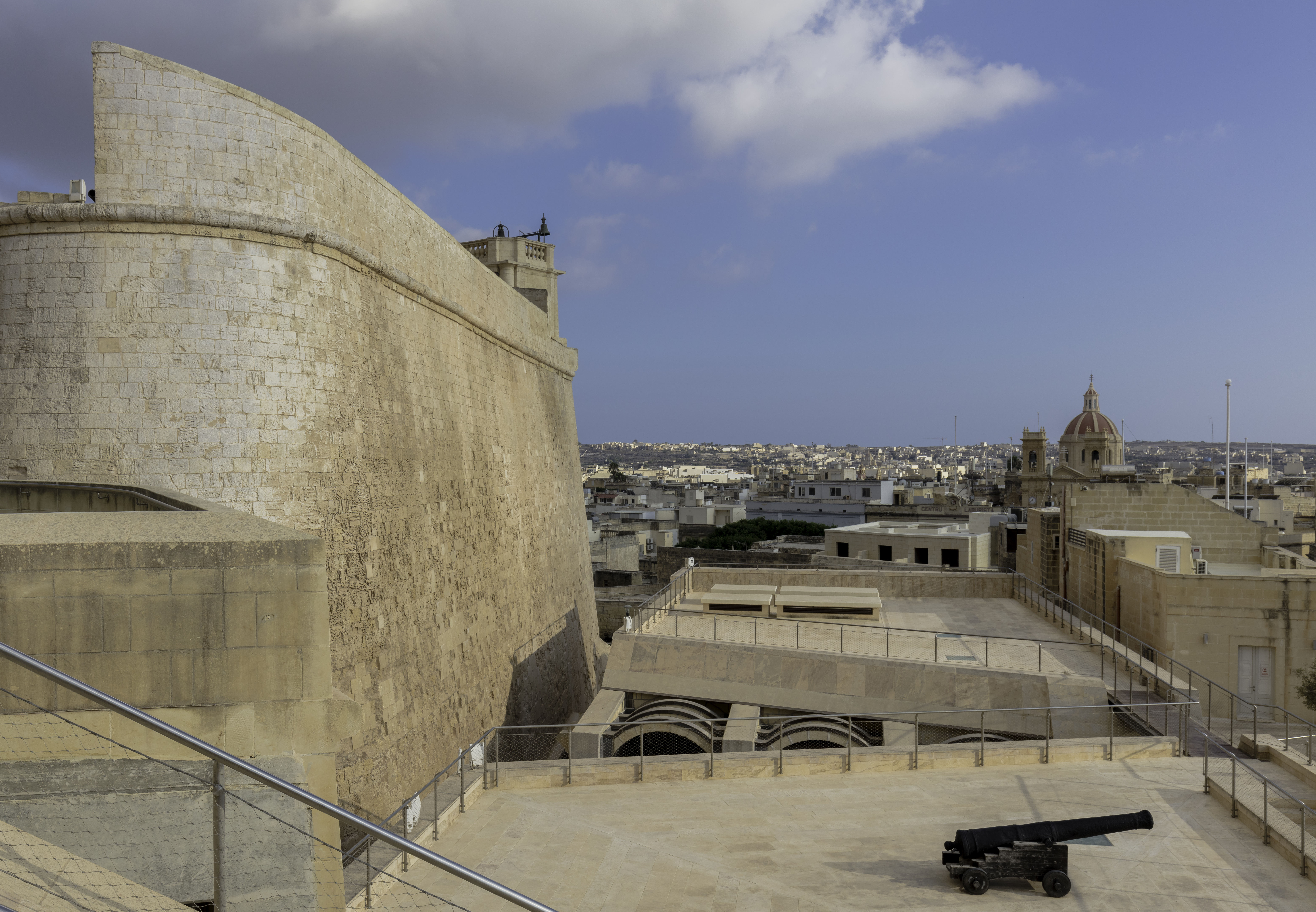
Muro de la entrada principal.
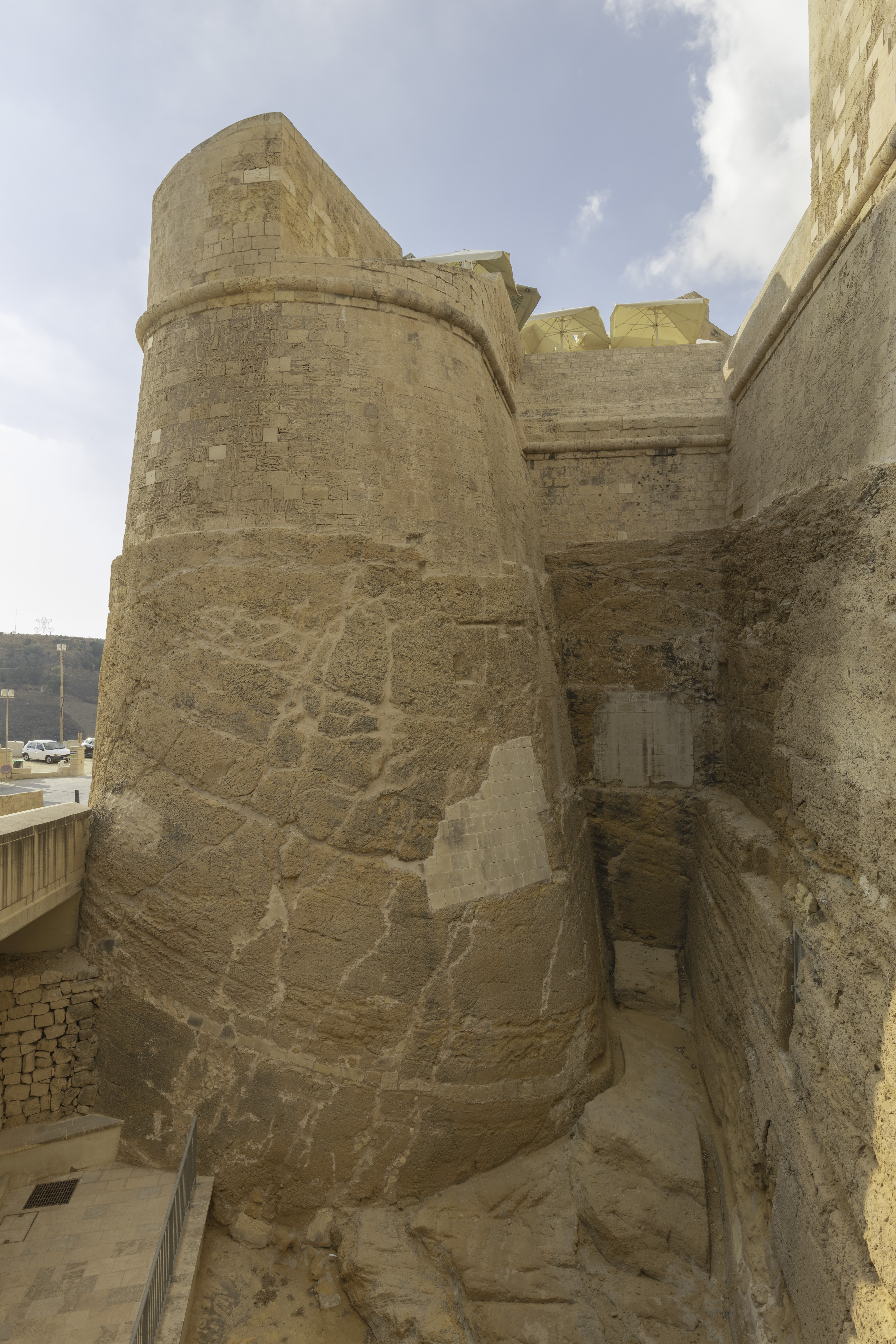
Baluarte de la muralla.
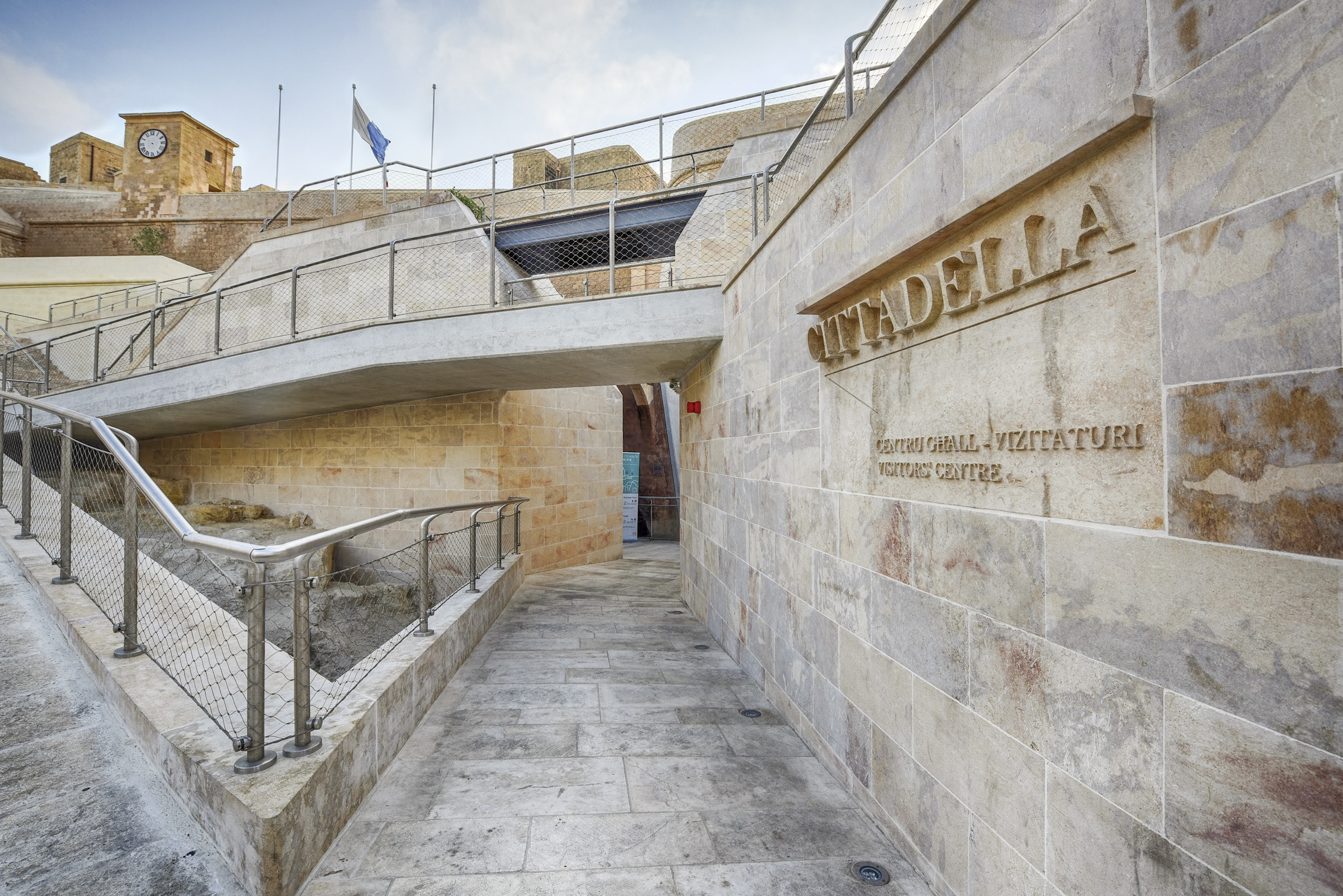
Centro de Visitantes de la Ciudadela, construido durante las restauraciones entre 2014-2016.
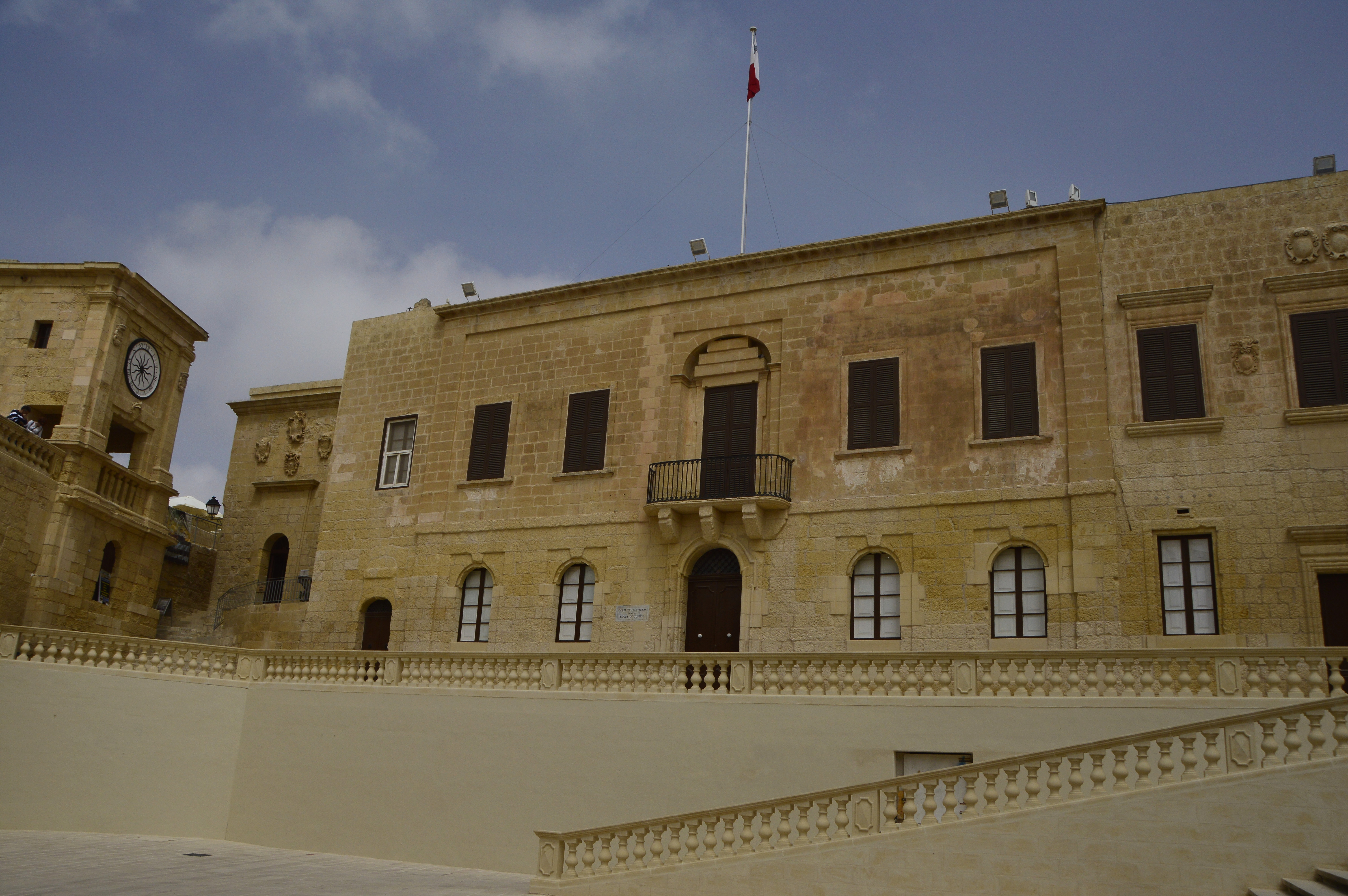
En el centro los juzgados, antiguo palacio del gobernador, y a la izquierda la antigua prisión.
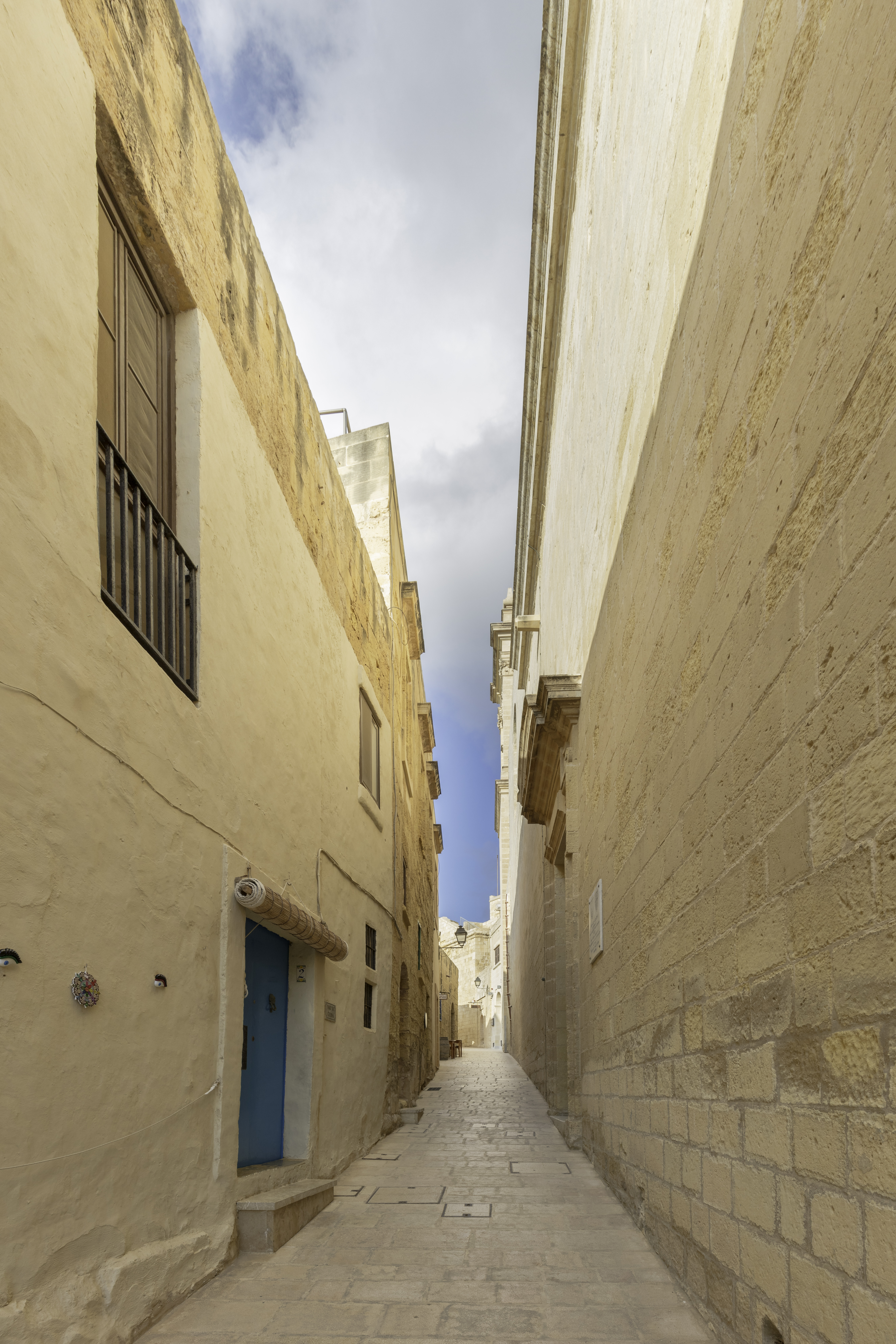
Calle en la ciudadela.
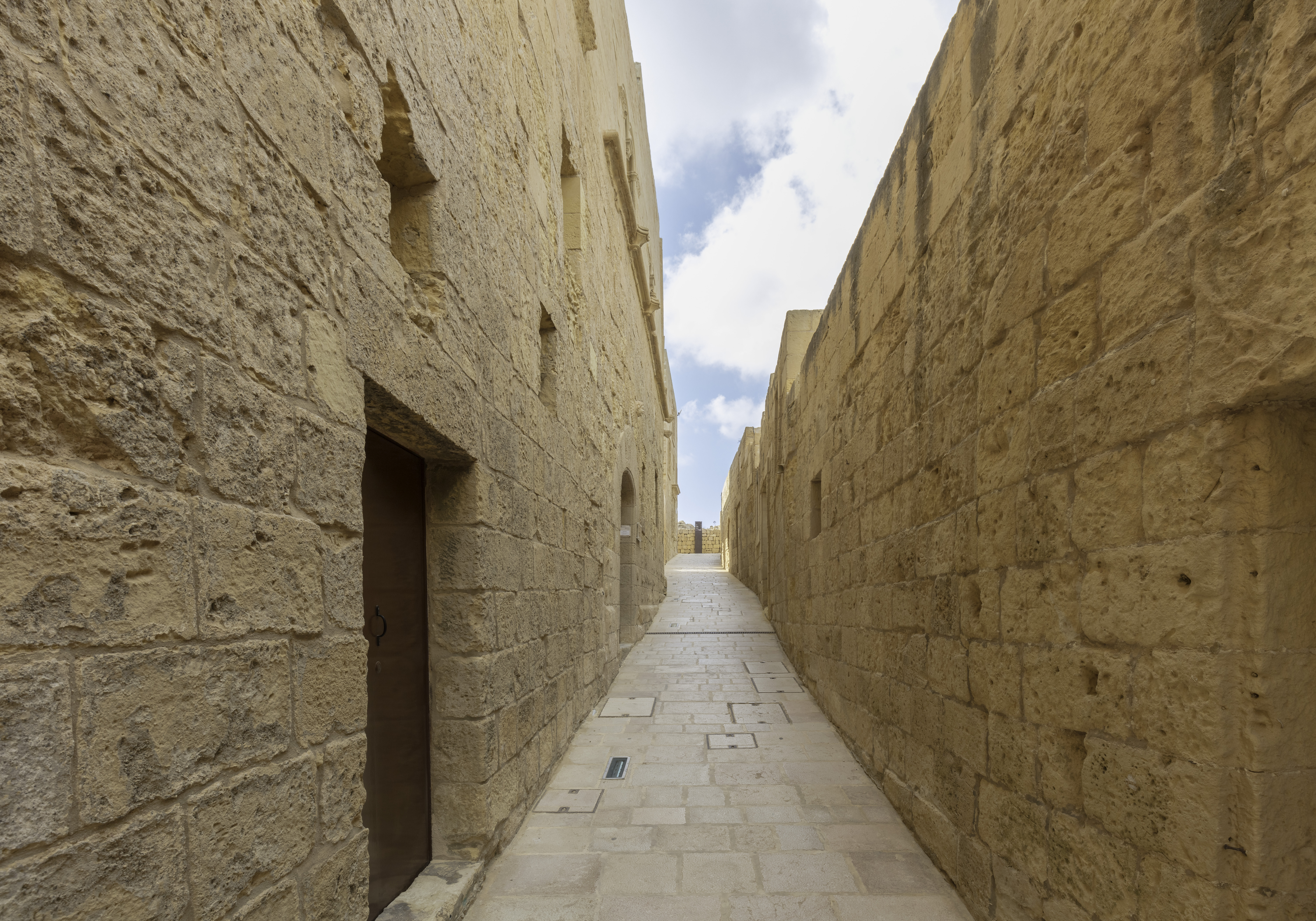
Otro callejón.
Vista panorámica.